# Chelidorhynx
Chelidorhynx is een monotypisch geslacht van zangvogels uit de familie Stenostiridae. De enige soort:
- Chelidorhynx hypoxanthus – Geelbuikwaaierstaart